# Mid-Continent Tower
El Mid-Continent Tower (antes conocido como Cosden Building) es un rascacielos de 36 pisos ubicado en 401 South Boston Avenue en el centro de la ciudad de Tulsa, en el estado de Oklahoma (Estados Unidos). Con 156 metros de altura, es el cuarto edificio más alto de Tulsa y el quinto más alto de Oklahoma. Frente a terracota blanca brillante y coronado con un techo de cobre distintivo, es uno de los edificios más reconocibles de la ciudad. El diseño es único porque la primera estructura de 16 pisos se construyó en 1918. Los 20 pisos superiores comprenden una estructura separada, en voladizo durante los primeros 66 años después. Los arquitectos de la adición combinaron el diseño de la estructura original con tanto cuidado que el resultado se considera una estructura única. De estilo neogótico, se incluye como una estructura contributiva en el Distrito Histórico de la Capital Petrolera de Tulsa.

## Historia

### Cosden Building
Mid-Continent Tower comenzó como el edificio Cosden de 16 pisos, construido para el barón petrolero Joshua Cosden en 1918. El edificio Cosden se construyó en el sitio de la primera escuela de Tulsa, que se estableció como misión en 1885 en tierras de los indios Creek. El edificio Cosden fue incluido en el Registro Nacional de Lugares Históricos en 1979. Fue diseñado por el arquitecto Henry F. Hoit de Kansas City, quien también diseñó una casa para Cosden. La primera estructura de oficinas de hormigón armado de Tulsa y una vez más alta al oeste del Misisipi.

### Conversión en la Mid-Continent Tower
El edificio fue restaurado en 1980, y en 1984 se colocó en voladizo una nueva torre de 20 pisos sobre él, lo que eleva el número total de pisos a 36. La torre parece descansar sobre el Edificio Cosden, pero en realidad está sostenida por una adición construida sobre el lado este de la estructura más antigua. Todo el proyecto fue diseñado para parecerse lo más posible al estilo del Edificio Cosden, dando la impresión de un todo unificado a pesar de que las dos secciones del edificio se construyeron con 66 años de diferencia. Sigue figurando en el Registro Nacional de Lugares Históricos con el mismo número que se emitió antes de la conversión.
El edificio fue la sede de la compañía de energía Reading & Bates hasta que se mudó a Houston en 1989. La salida de la compañía llevó al edificio a una ejecución hipotecaria en 1994, a la administración judicial en 1997 en la que Terry Argue fue nombrado administrador judicial y una disputa legal extendida que se resolvió. Solo en 2011, cuando el administrador judicial Terry Argue vendió el edificio a los inversores inmobiliarios de Tulsa, John y Chris Bumgarner.
Aunque a veces se menciona en relación con el extenso inventario de edificios art déco de Tulsa, la Torre Mid-Continent está construida en un estilo neogótico era popular antes de la llegada del art déco.